# Liste der Kulturdenkmale in Molauer Land
In der Liste der Kulturdenkmale in Molauer Land sind alle Kulturdenkmale der Gemeinde Molauer Land und ihrer Ortsteile aufgelistet. Grundlage ist das Denkmalverzeichnis des Landes Sachsen-Anhalt, das auf Basis des Denkmalschutzgesetzes des Landes Sachsen-Anhalt vom 21. Oktober 1991 durch das Landesamt für Denkmalpflege und Archäologie Sachsen-Anhalt erstellt und seither laufend ergänzt wurde (Stand: 5. März 2015).

## Kulturdenkmale nach Ortsteilen

### Abtlöbnitz
| Lage                                                                               | Bezeichnung | Beschreibung | Erfassungs- nummer | Ausweisungsart | Bild           |
| ---------------------------------------------------------------------------------- | ----------- | ------------ | ------------------ | -------------- | -------------- |
| Abtlöbnitz (Karte)                                                                 | Kirche      |              | 094 81460          | Baudenkmal     | Weitere Bilder |
| Abtlöbnitz                                                                         | Wegweiser   |              | 094 83868          | Baudenkmal     |                |
| Abtlöbnitz 9 (Karte)                                                               | Bauernhof   |              | 094 81456          | Baudenkmal     | BW             |
| Abtlöbnitz 25 (Karte)                                                              | Bauernhof   |              | 094 81457          | Baudenkmal     | BW             |
| Abtlöbnitz 32 (Karte)                                                              | Bauernhof   |              | 094 81458          | Baudenkmal     | BW             |
| Abtlöbnitz 38 (Karte)                                                              | Bauernhof   |              | 094 81459          | Baudenkmal     | BW             |
| Abtlöbnitz 48 (Karte)                                                              | Gedenkstein |              | 094 83843          | Kleindenkmal   | BW             |
| Abtlöbnitz 7 bis 15, 18, 19, 21, 23 bis 26, 32, 34, 35, 36, 38, 39, 42, 48 (Karte) | Anger       |              | 094 81455          | Denkmalbereich | Anger          |

### Aue
| Lage             | Bezeichnung  | Beschreibung | Erfassungs- nummer | Ausweisungsart | Bild           |
| ---------------- | ------------ | ------------ | ------------------ | -------------- | -------------- |
| Aue (Karte)      | Kirche       |              | 094 81638          | Baudenkmal     | Weitere Bilder |
| Aue 3, 4 (Karte) | Häusergruppe |              | 094 81637          | Denkmalbereich | BW             |

### Casekirchen
| Lage                                  | Bezeichnung | Beschreibung | Erfassungs- nummer | Ausweisungsart | Bild           |
| ------------------------------------- | ----------- | ------------ | ------------------ | -------------- | -------------- |
| Casekirchen Auf dem Kirchberg (Karte) | Kirche      | St. Nicasius | 094 81514          | Baudenkmal     | Weitere Bilder |
| Casekirchen 4                         | Bauernhaus  |              | 094 81517          | Baudenkmal     |                |
| Casekirchen 5 (Karte)                 | Bauernhof   |              | 094 81516          | Baudenkmal     | BW             |
| Casekirchen 7 (Karte)                 | Bauernhof   |              | 094 81515          | Baudenkmal     | BW             |
| Casekirchen 15, 16, 18, 19 (Karte)    | Anger       |              | 094 81512          | Denkmalbereich | BW             |
| Casekirchen 21 (Karte)                | Pfarrhaus   |              | 094 81513          | Baudenkmal     | Pfarrhaus      |

### Crauschwitz
| Lage                   | Bezeichnung | Beschreibung | Erfassungs- nummer | Ausweisungsart | Bild |
| ---------------------- | ----------- | ------------ | ------------------ | -------------- | ---- |
| Crauschwitz 4 (Karte)  | Bauernhof   |              | 094 95570          | Baudenkmal     | BW   |
| Crauschwitz 8 (Karte)  | Bauernhof   |              | 094 95571          | Baudenkmal     | BW   |
| Crauschwitz 16 (Karte) | Bauernhof   |              | 094 95572          | Baudenkmal     | BW   |

### Kleingestewitz
| Lage                                            | Bezeichnung    | Beschreibung | Erfassungs- nummer | Ausweisungsart | Bild   |
| ----------------------------------------------- | -------------- | ------------ | ------------------ | -------------- | ------ |
| Südlich vorm Ort an der Straße nach Crauschwitz | Kriegerdenkmal |              | 094 95573          | Baudenkmal     |        |
| Kleingestewitz (Karte)                          | Kirche         |              | 094 95574          | Baudenkmal     | Kirche |

### Köckenitzsch
| Lage                                | Bezeichnung  | Beschreibung | Erfassungs- nummer | Ausweisungsart | Bild           |
| ----------------------------------- | ------------ | ------------ | ------------------ | -------------- | -------------- |
| Köckenitzsch (Karte)                | Kirche       |              | 094 95697          | Baudenkmal     | Weitere Bilder |
| Köckenitzsch 4 (Karte)              | Bauernhof    |              | 094 81507          | Baudenkmal     | BW             |
| Köckenitzsch 10, 11, 14, 16 (Karte) | Häusergruppe |              | 094 81506          | Denkmalbereich | BW             |

### Leislau
| Lage                                                                         | Bezeichnung     | Beschreibung | Erfassungs- nummer | Ausweisungsart | Bild           |
| ---------------------------------------------------------------------------- | --------------- | ------------ | ------------------ | -------------- | -------------- |
| Leislau (Karte)                                                              | Kirche          |              | 094 95575          | Baudenkmal     | Weitere Bilder |
| Leislau                                                                      | Waidmühlenstein |              | 094 95577          | Baudenkmal     |                |
| Leislau Straßengabel in Richtung Neuflemmingen, ca. 50 m vor dem Ortseingang | Wegweiser       |              | 094 84400          | Baudenkmal     |                |

### Molau
| Lage                             | Bezeichnung        | Beschreibung | Erfassungs- nummer | Ausweisungsart | Bild           |
| -------------------------------- | ------------------ | ------------ | ------------------ | -------------- | -------------- |
| Molau (Karte)                    | Kirche             |              | 094 81644          | Baudenkmal     | Weitere Bilder |
| Molau                            | Spritzenhaus       |              | 094 81643          | Baudenkmal     |                |
| Molau 6 (Karte)                  | Wirtschaftsgebäude |              | 094 81645          | Baudenkmal     | BW             |
| Molau 1 bis 5, 20 bis 22 (Karte) | Anger              |              | 094 81640          | Denkmalbereich | BW             |
| Molau 12, 13, 17 (Karte)         | Straßenzug         |              | 094 81641          | Denkmalbereich | BW             |
| Molau 17 (Karte)                 | Bauernhof          |              | 094 81642          | Baudenkmal     | BW             |
| Molau 21 (Karte)                 | Pfarrhof           |              | 094 81639          | Baudenkmal     | BW             |

### Mollschütz
| Lage                             | Bezeichnung | Beschreibung | Erfassungs- nummer | Ausweisungsart | Bild |
| -------------------------------- | ----------- | ------------ | ------------------ | -------------- | ---- |
| Mollschütz 1 (Karte)             | Bauernhof   |              | 094 81463          | Baudenkmal     | BW   |
| Mollschütz 6 (Karte)             | Bauernhof   |              | 094 81462          | Baudenkmal     | BW   |
| Mollschütz 1, 2, 6, 8, 9 (Karte) | Bauernhof   |              | 094 81461          | Denkmalbereich | BW   |

### Seidewitz
| Lage                        | Bezeichnung  | Beschreibung | Erfassungs- nummer | Ausweisungsart | Bild |
| --------------------------- | ------------ | ------------ | ------------------ | -------------- | ---- |
| Seidewitz 6 (Karte)         | Bauernhof    |              | 094 81505          | Baudenkmal     | BW   |
| Seidewitz 9 (Karte)         | Bauernhof    |              | 094 81510          | Baudenkmal     | BW   |
| Seidewitz 12 bis 14 (Karte) | Straßenzeile |              | 094 81511          | Denkmalbereich | BW   |

### Sieglitz
| Lage                                   | Bezeichnung     | Beschreibung | Erfassungs- nummer | Ausweisungsart | Bild           |
| -------------------------------------- | --------------- | ------------ | ------------------ | -------------- | -------------- |
| Mühle 50 (Karte)                       | Mühle           |              | 094 81653          | Baudenkmal     | BW             |
| Sieglitz (Karte)                       | Kirche          |              | 094 81652          | Baudenkmal     | Weitere Bilder |
| Sieglitz                               | Pfarrhaus       |              | 094 81650          | Baudenkmal     |                |
| Sieglitz                               | Waidmühlenstein |              | 094 81647          | Kleindenkmal   |                |
| Sieglitz Vor dem Anwesen Dorfstraße 47 | Wegweiser       |              | 094 84403          | Kleindenkmal   |                |
| Sieglitz 11 (Karte)                    | Bauernhof       |              | 094 81646          | Baudenkmal     | BW             |
| Sieglitz 22 (Karte)                    | Bauernhof       |              | 094 81651          | Baudenkmal     | BW             |
| Sieglitz 23 (Karte)                    | Bauernhof       |              | 094 81649          | Baudenkmal     | BW             |
| Sieglitz 29 bis 33 (Karte)             | Straßenzug      |              | 094 81648          | Denkmalbereich | BW             |
| Sieglitz 32 (Karte)                    | Bauernhof       |              | 107 20003          | Baudenkmal     | BW             |

## Ehemalige Kulturdenkmale nach Ortsteilen

### Casekirchen
| Lage          | Bezeichnung | Beschreibung | Erfassungs- nummer | Ausweisungsart | Bild |
| ------------- | ----------- | ------------ | ------------------ | -------------- | ---- |
| Casekirchen 1 | Bauernhof   |              | 094 81518          |                |      |

### Köckenitzsch
| Lage              | Bezeichnung | Beschreibung | Erfassungs- nummer | Ausweisungsart | Bild |
| ----------------- | ----------- | ------------ | ------------------ | -------------- | ---- |
| Köckenitzsch 1, 2 | Gutshof     |              | 094 81509          |                |      |

### Leislau
| Lage      | Bezeichnung | Beschreibung | Erfassungs- nummer | Ausweisungsart | Bild |
| --------- | ----------- | ------------ | ------------------ | -------------- | ---- |
| Leislau 5 | Bauernhof   |              | 094 95576          |                |      |

## Legende
In den Spalten befinden sich folgende Informationen:
- Lage: Nennt den Straßennamen und wenn vorhanden die Hausnummer des Kulturdenkmals. Die Grundsortierung der Liste erfolgt nach dieser Adresse. Der Link „Karte“ führt zu verschiedenen Kartendarstellungen und nennt die geographischen Koordinaten.
Link zu einem Kartenansichtstool, um Koordinaten zu setzen. In der Kartenansicht sind Baudenkmale ohne Koordinaten mit einem roten bzw. orangen Marker dargestellt und können in der Karte gesetzt werden. Baudenkmale ohne Bild sind mit einem blauen bzw. roten Marker gekennzeichnet, Baudenkmale mit Bild mit einem grünen bzw. orangen Marker.
- Offizielle Bezeichnung: Nennt den Namen, die Bezeichnung oder zumindest die Art des Kulturdenkmals und verlinkt, soweit vorhanden, auf den Artikel zum Objekt.
- Beschreibung: Nennt bauliche und geschichtliche Einzelheiten des Kulturdenkmals, vorzugsweise die Denkmaleigenschaften.
- Erfassungsnummer: Für jedes Kulturdenkmal wird in Sachsen-Anhalt eine 20stellige Erfassungsnummer vergeben. Die letzten zwölf Ziffern werden für die Untergliederung nach Teilobjekten genutzt und werden nur angegeben, soweit vergeben. In dieser Spalte kann sich folgendes Icon  befinden, dies führt zu Angaben zu diesem Baudenkmal bei Wikidata.
- Ausweisungsart: Die Einordnung des Denkmales nach § 2 Abs. 2 DenkmSchG LSA
- Bild: Ein Bild des Denkmales, und gegebenenfalls einen Link zu weiteren Fotos des Kulturdenkmals im Medienarchiv Wikimedia Commons. Wenn man auf das Kamerasymbol klickt, können Fotos zu Kulturdenkmalen aus dieser Liste hochgeladen werden: